# Парк імені Воровського
Парк імені Воровського (рос. Парк имени Воровского, Парк біля кінотеатру «Варшава») — парк у Войківському районі Північного адміністративного округу Москви. Розташований поблизу Ленінградського шосе поблизу станції метро «Войківська». У парку знаходиться будівля кінотеатру «Варшава» (звідси — друга назва парку).

## Історія

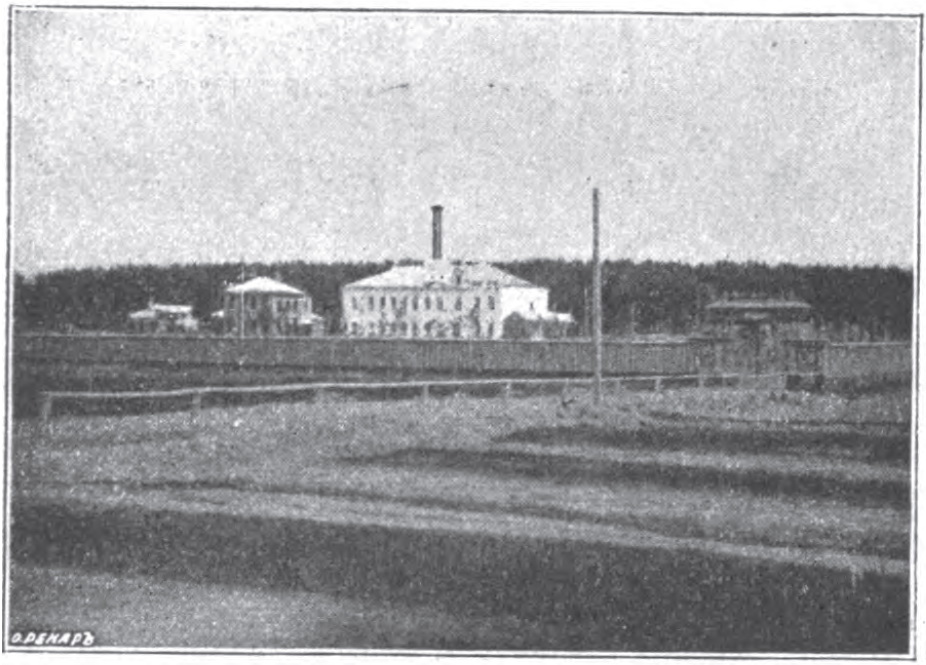
Лікарня А. М. Коровіна у 1898 році

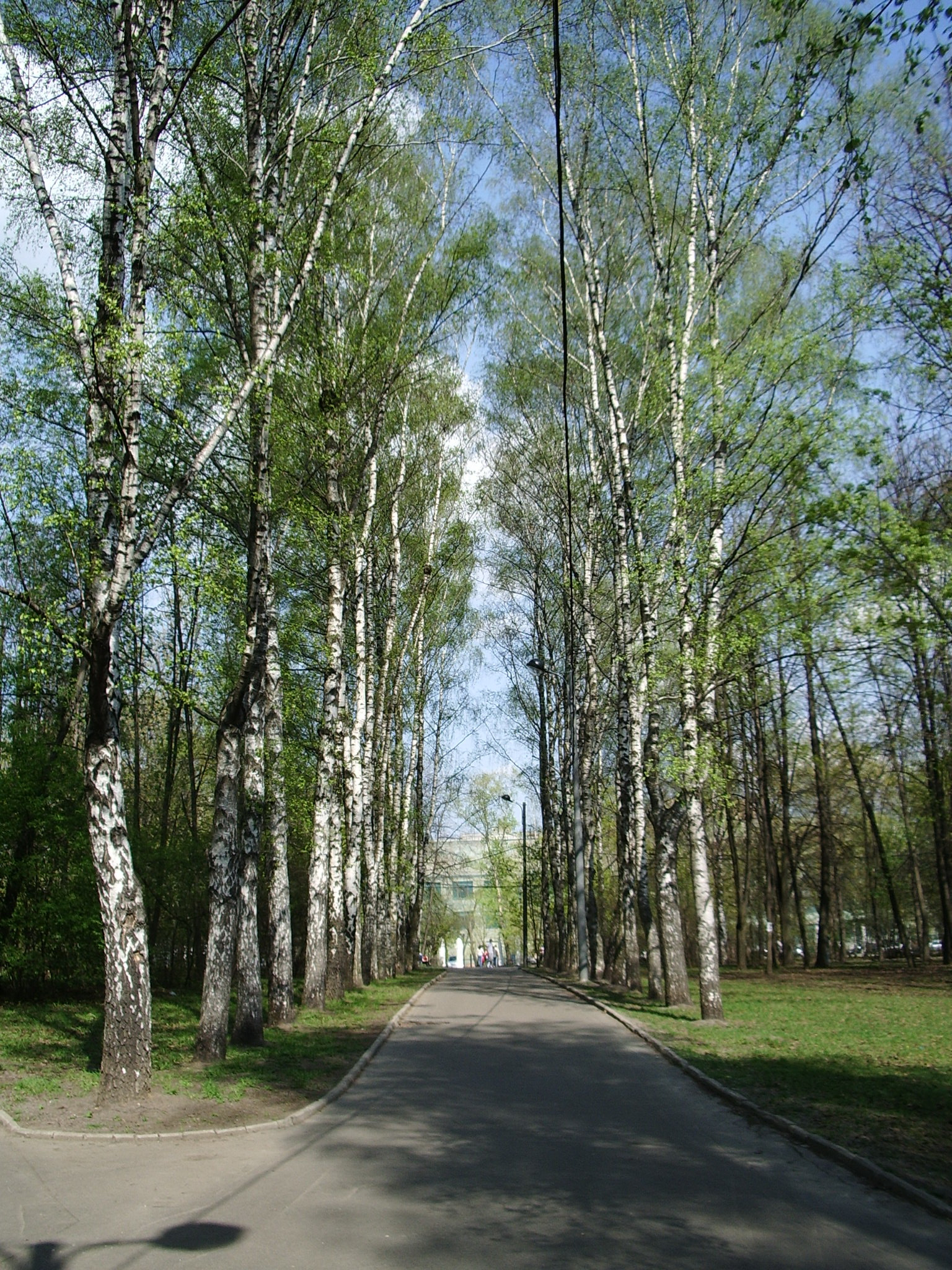
Березова алея

Історія парку почалася наприкінці XIX століття. У 1896 році на Санкт-Петербурзькому шосе поблизу села Всіхсвятського почалося будівництво лікарні для алкоголіків лікаря А. М. Коровіна. Лікарня була відкрита весною 1898 року . Лікарня займала територію в 15 десятин, на якій знаходився сад, город, а також сосновий гай. Після  революції 1917 року лікарня була перетворена в санаторій ім. В. В. Воровського для хворих з важкими формами психоневрозів . Згодом територія лікарні стала парком. До наших днів збереглася будівля лікарні, яка й донині стоїть у центрі парку (зараз там дитячо-юнацький центр додаткової освіти).
У 1970 році у парку був збудований кінотеатр «Варшава». У 1995 році до 50-річчя Перемоги у парку була встановлена скульптура «Перемога» роботи скульптора А.Ю. Нейстата, яка стала символом району «Войківський». У 2007 році у парку імені Воровського проводилась реконструкція.
Парк є цінним об'єктом культурної спадщини регіонального значення . На території парку розташовані один спортивний та два дитячі майданчики.